# Liburnia astyanax
Liburnia astyanax är en insektsart som först beskrevs av George Willis Kirkaldy 1907.  Liburnia astyanax ingår i släktet Liburnia och familjen sporrstritar. Inga underarter finns listade i Catalogue of Life.